# فاديين أوليفر
فاديين أستون جيمس أوليفر هو لاعب كرة قدم إنجليزي محترف، من مواليد 21 أكتوبر 1991، يلعب كمهاجم لنادي برادفورد سيتي.

## روابط خارجية
- فاديين أوليفر على موقع قاعدة بيانات كرة القدم.إي يو (الإنجليزية)
- فاديين أوليفر على موقع Soccerbase.com (لاعب) (الإنجليزية)
- فاديين أوليفر على موقع Soccerway.com (الإنجليزية)